# Holzbach (Our)
Der Holzbach ist ein 2,2 km langer, orografisch linker Nebenfluss der Our in Rheinland-Pfalz, Deutschland.

## Geographie
Der Holzbach entspringt etwa 500 m nordwestlich von Waldhof-Falkenstein auf einer Höhe von 393 m ü. NHN. Vorwiegend nach Südwesten abfließend mündet der Holzbach nördlich von Keppeshausen auf 236 m ü. NHN in die Our. Aus dem Höhenunterschied von etwa 157 Metern ergibt sich ein mittleres Sohlgefälle von 71,4 ‰. Der Holzbach entwässert ein 1,919 km² großes Einzugsgebiet über Our, Sauer, Mosel und Rhein zur Nordsee.

### Zuflüsse
- Geisbach (links), 1,1 km